# 婦人国際平和自由連盟
婦人国際平和自由連盟（ふじんこくさいへいわじゆうれんめい、英語: Women's International League for Peace and Freedom, WILPF）は、1915年に設立された世界初の女性の平和運動団体、国際非政府組織（NGO）である。
1948年、国際連合経済社会理事会の協議資格を取得。国際連合人権理事会・国際連合軍縮会議（United Nations Conference on Disarmament Issues）・国際連合女性の地位委員会・国際連合総会第一委員会・核不拡散条約再検討会議などでロビー活動を行っている。3月8日の国際女性デーでは他のNGOと軍縮セミナーを共催している。2016年時点で、38か国に支部がある。
初代国際会長ジェーン・アダムズ、第2代国際会長エミリー・グリーン・ボルチ。